# Parapoynx fulguralis
Parapoynx fulguralis là một loài bướm đêm trong họ Crambidae.